# 巴頓 (內布拉斯加州)
巴頓（英語：Barton）是位於美國內布拉斯加州杜爾縣的非建制地區。

## 地理
巴頓所處的海拔為高於海平面1041米（即3416英呎），而該地所採用的時區為UTC-7，即北美山地时区（MST）。同時該地設有夏令時間，為UTC-7調快一小時，即UTC-6（MDT）。